# Masami Ōbari
Masami Ōbari (大張正巳  Ōbari Masami?,  —actualmente escrito 大張正己— Hiroshima, 24 de enero de 1966) más conocido por sus fanes simplemente como "Bari" (バリ), es un animador, director y diseñador de personajes y de mecha japonés. Es el fundador y presidente de Studio G1-NEO.

## Biografía
Ōbari comenzó en la industria de la animación japonesa a muy temprana edad cuando él tenía 18 años. Se interesó por este oficio inspirado en el peculiar estilo de animar del ya fallecido Yoshinori Kanada. Aprendió técnicas de dibujo y animación empíricamente, pues para poder estar en el medio había que haber estudiado artes, anatomía y bases de movimientos cuadro por cuadro. Luego de terminar sus estudios superiores, entró como intercalador de fotogramas (in between) en Ashi Productions en el cual demostraría su talento innato como animador. Rápidamente fue subiendo de puesto dentro la empresa hasta poder llegar a dirigir episodios enteros en series como Comando Dolbuck, Jinete Sable y los Comisarios Estrella, Transformers, entre otros. Por fuera de la empresa, en pos por aprender de otros animadores profesionales de la época, realizó trabajos externos para otros estudios como Toei Animation donde realizaría 2 episodios para la famosa serie de anime Saint Seiya, donde su nombre no aparecería en los créditos para mantener su anonimato. 
A sus 19 años ya era un reconocido diseñador de mecha (robots gigantes) por sus trabajos en la serie Super Bestia Mecánica Dancouga, y a sus casi 21 años por realizar prácticamente solo la secuencia del opening de la serie Metal Armor Dragonar y de dirigir los OVA #5 y #6 de Bubblegum Crisis. 
Para 1987 deja Ashi Productions para ingresar a una asociación de animadores freelance conocida como Minamimachi Bugyosho, ahí aportaría con su talento en producciones solo para video (OVA) como Hagane no Oni (Demonios de Acero), Project A-Ko, Tokyo Vice, Gunbuster, Ninja Senshi Tobikage (Robots Ninja) y Brave Exkaiser entre otros. 
En 1993 Ōbari funda Studio G-1 junto con otros compañeros en el medio como Kazuto Nakazawa, Masahiro Yamane, Takehiro Nakayama y Atsuko Ishida (que con ella contrae matrimonio más tarde). Así Masami Ōbari obtendría su más grande reto al dirigir el largometraje animado de la franquicia Fatal Fury, basado en la serie de videojuegos del mismo nombre de SNK-Neogeo. Después su estudio se dedicó a adaptar otros títulos de otros juegos como Voltage Fighter Gowcaizer de SNK-Neo•Geo/Technos Japan Corp. en 1995 y Battle Arena Toshinden de Tamsoft/Takara Co., LTD. en 1996. Para 1999 realizaría una serie original de 13 episodios creada, escrita y dirigida por él mismo, titulada Virus Buster Serge. A finales de ese año Studio G-1 se desmantela dejando a medias su más reciente proyecto, Chōjūshin Gravion. 
Para el Año 2000 Studio G-1 vuelve a abrir sus puertas, pero esta vez bajo el nombre Studio G1-NEO, pero a falta de capital que garantizara su sustentabilidad, Ōbari hace caso al popular dicho "El sexo vende" y así incursiona en el género del anime pornográfico más conocido como Hentai, con títulos como Angel Blade y Marine a Go Go en el 2001 y Viper GTS en el 2002. 
En ese último año, Ōbari logra cristalizar su proyecto Gravion, que junto con el legendario diseñador de mecha Kunio Okawara y los estudios Gonzo la serie logra producirse y ser emitida en los televisores nipones. Dejando una buena aceptación por parte de la audiencia que pedía por más de Gravion, así sale al aire Gravion Zwei. Para estos momentos, Ōbari como presidente de su propia compañía, su rol como diseñador de personajes termina y se dedica a otras funciones, dejando únicamente su papel como diseñador de mecha y de director en la mayor parte de sus producciones hasta la fecha.

## Filmografía

### Director

#### Original Video Animation (OVA)
- 1988 Moonlight Rambler (Bubblegum Crisis OVA #5)
- 1989 Red Eyes (Bubblegum Crisis OVA #6)
- 1991 Detonator Orgun
- 1996 Battle Arena Toshinden
- 1996 Voltage Fighter Gowcaizer
- 1997 Voogie's Angel (codirector con Aoi Takenouchi)
- 1999 Dangaizer 3
- 2001 Angel Blade (18+)
- 2001 Marine a Go Go (18+)
- 2002 Viper GTS (18+)
- 2004 Angel Blade Punish! (18+)

#### Series animadas para televisión
- 1993 The Brave Express Might Gaine
- 1997 Virus Buster Serge
- 2000 Platinumhugen Ordian
- 2002 Super Heavy God Gravion
- 2004 Gravion Zwei
- 2005 Gaiking: The Lengend of Daiku Maryu (Opening 2)
- 2007 Jūsō Kikō Dancouga Nova
- 2007 Prism Ark
- 2010 Super Robot Wars: Original Generation -The Inspector-
- 2012 Mobile Suit Gundam Age (Opening 3, 4, 5) (Ep. #49)
- 2013 Gundam Build Fighters (Opening)
- 2014 Gundam Build Fighters Try (Opening)
- 2015 Mobile Suit Gundam: Iron-Blooded Orphans (Ep. #3)
- 2018 Gundam Build Divers (Opening)

#### Largometrajes animados para cine
- 1994 Fatal Fury: La Película

### Diseñador

#### Diseño de Mecha (Robots Gigantes)

##### Original Video Animation (OVA)
- 1985 Fight! Iczer One
- 1987 Haja Taisei Dangaioh
- 1999 Dangaizer 3
- 2001 Marine a Go Go (18+)

##### Series animadas para televisión
- 1985 Dancouga
- 1994 Brave Police J-Decker (Animador invitado, episodios 1~3)
- 2000 Platinumhugen Ordian
- 2002 Gravion
- 2004 Gravion Zwei
- 2007 Jūsō Kikō Dancouga Nova
- 2010 Super Robot Wars: Original Generation -The Inspector-

##### Videojuegos
- 1987 Gaiflame
- 1993 Android Assault: The Revenge of Bari-Arm
- 2007 Super Robot Wars: Original Generation
- 2007 Super Robot Wars: Original Generation Gaiden
- 2008 Super Robot Wars Z

#### Diseño de personajes

##### Original Video Animation (OVA)
- 1990 Takegami
- 1996 Voltage Fighter Gowcaizer
- 2001 Angel Blade (18+)
- 2004 Angel Blade Punish! (18+)

##### Series animadas para televisión
- 1997 Virus Buster Serge

##### Especiales para televisión (TV Special)
- 1992 Fatal Fury: La Leyenda del Lobo Hambriento
- 1993 Fatal Fury 2: La Nueva Batalla

##### Largometrajes animados para cine
- 1994 Fatal Fury: La Película

Videojuegos
- 1995 Voltage Fighter Gowcaizer (También ha dado su voz para el personaje de Brider / Ikki Tachibana en el juego)
- 2022 The King of fighters XV (Intro animado en la galería)